# Personality
Personality је назив другог албума Нине Бадрић, издат 1997. године за продукцијску кућу ZG ZOE Music.

## Песме
На албуму се налазе следеће песме: